# Доэрти, Лен
Лен Доэрти (англ. Len Doherty, 1930 — 1983) — британский шахтёр, журналист и писатель. Его называют «одним из самых выдающихся представителей социалистического романа в Британии». 
Родился Лен в Мэрихилле, Глазго, в 1930 году. Доэрти переехал с семьёй в Йоркшир, Англия, в 1940-х годах и начал работать шахтёром в возрасте 17 лет. В середине 1950-х годов, работая на угольной шахте Теркрофт близ Ротерема, он стал активистом местной Коммунистической партии и был одним из многих писателей рабочего класса того времени, спонсируемых партией, произведения его издавались внутренней компанией Lawrence and Wishart. Его дебютный роман 1955 года «Сыновья шахтёра» стал самым успешным в своём роде.
Второй роман «Человек внизу» появился в 1957 году; Доэрти вышел из партии в том же году и начал работать журналистом в Sheffield Star, позже став главным автором. Третий и последний завершенный роман «Добрый лев» был опубликован в 1958 году и получил высокую оценку в The Spectator.
Доэрти послужил прототипом персонажа «Дэви» в полуавтобиографическом романе Клэнси Сигала 1960 года «Уикенд в Динлоке», пара стала друзьями после того, как их познакомила Дорис Лессинг. Его творчество также оказало влияние на Стэна Барстоу. По словам Сида Чаплина, Доэрти был частью «северной писательской мафии», сплочённой благодаря освещению в СМИ литературы того периода в жанре «кухонная раковина/разгневанные молодые люди», включая Чаплина, Барстоу, Джона Брэйна и Кита Уотерхауса.
В 1969 году Доэрти был назван «Провинциальным журналистом года», после чего стал часто ездить в зарубежные командировки. В феврале 1970 года он был одним из нескольких пассажиров, пострадавших в результате террористического акта, организованного ДФОП в аэропорту Мюнхена во время обратного рейса авиакомпании El Al из Израиля, что повлияло на его карьеру и здоровье.
Лен Доэрти покончил жизнь самоубийством в 1983 году.
«Добрый лев» (The Good Lion) был переиздан в 2023 году.

## Романы
- A Miner’s Sons 1955 (Lawrence & Wishart)
- The Man Beneath 1957 (Lawrence & Wishart)
- The Good Lion 1958 (MacGibbon & Kee)